# Paul Di Bella
Paul Joseph Anthony Di Bella (ur. 12 lutego 1977 w Ingham w stanie Queensland) – australijski lekkoatleta specjalizujący się w krótkich biegach sprinterskich, dwukrotny uczestnik letnich igrzysk olimpijskich (Sydney 2000, Ateny 2004).

## Sukcesy sportowe
- czterokrotny medalista mistrzostw Australii:

2001 (brązowy w biegu na 100 metrów i srebrny w biegu na 200 metrów)
2002 (srebrny w biegu na 100 metrów)
2004 (brązowy w biegu na 100 metrów)
| Rok  | Miasto     | Zawody                      | Konkurencja        | Wynik         |
| ---- | ---------- | --------------------------- | ------------------ | ------------- |
| 1996 | Sydney     | Mistrzostwa świata juniorów | sztafeta 4 x 100 m | brązowy medal |
| 2001 | Edmonton   | Mistrzostwa świata          | sztafeta 4 x 100 m | brązowy medal |
| 2002 | Manchester | Igrzyska Wspólnoty Narodów  | sztafeta 4 x 100 m | brązowy medal |
| 2004 | Ateny      | Igrzyska olimpijskie        | sztafeta 4 x 100 m | 6. miejsce    |

## Rekordy życiowe
- bieg na 100 metrów – 10,26 – Sydney 18/08/2000
- bieg na 200 metrów – 20,66 – Brisbane 25/03/2001